# Fuerzas Armadas de la República Centroafricana
Las Fuerzas Armadas de la República Centroafricana (en francés: Forces armées centrafricaines) son una organización militar armada, diseñada para proteger las fronteras estatales y la población de la República Centroafricana.

## Historia

### Década de 1960
Las Fuerzas Armadas Centroafricanas fueron creadas tras la independencia de la República Centroafricana, en 1960. Actualmente, son una de las fuerzas armadas más débiles del mundo y dependen directamente del apoyo internacional. El presupuesto en 2004, fue de 15 millones de dólares estadounidenses. La organización cuenta con un personal contratado por un período de dos años. Las fuerzas armadas fueron creadas tras la independencia en 1960 por el nuevo presidente del país centroafricano, David Dacko. El 1 de enero de 1966, el Jefe del Estado Mayor de las Fuerzas Armadas de la República Centroafricana, el coronel Jean Bedel Bokassa, apoyado por el ejército, llevó a cabo un Golpe de Estado (el Día de San Silvestre) y destituyó a su primo y jefe de Estado, David Dacko.

### Década de 1970
El 4 de diciembre de 1976, se anunció la abolición de la República Centroafricana y la proclamación del Imperio centroafricano. En 1979, las tropas participaron en la represión del levantamiento que condujo al derrocamiento del gobierno de Bokassa por parte de las fuerzas armadas francesas (la Invasión del Imperio centroafricano) y el fin del Imperio centroafricano. David Dacko recuperó el poder en el estado, que volvió al sistema republicano y asumió el cargo de Presidente.

### Década de 1980
Las políticas internas de Dacko provocaron protestas antigubernamentales y el 1 de septiembre de 1981, como resultado de un golpe de Estado liderado por el general André Kolingba, el presidente Daco fue derrocado. Kolingba asumió el cargo de Presidente de la República Centroafricana, así como de Presidente del Comité Militar para el Renacimiento Nacional. Bajo Kolingba, el ejército reclutaba a sus miembros sobre la base del reclutamiento administrativo, respetando el origen étnico. Los representantes del pueblo Yakoma ocuparon todos los puestos clave en la administración y formaron la base del Ejército centroafricano.

### Década de 1990
En 1993, Ange-Félix Patassé se convirtió en el primer presidente del estado que llegó al poder mediante unas elecciones democráticas. Durante los motines del ejército de 1996 y 1997, recibió asistencia militar de Francia, y creó una milicia paramilitar bajo su control personal, formada por personas de su misma tribu. Durante su segundo mandato presidencial, habiendo perdido apoyo tanto en el país como en Francia, recurrió a la ayuda del líder libio Muamar el Gadafi y de las tropas del Movimiento de Liberación del Congo de Jean-Pierre Bemba, el Presidente de la República Democrática del Congo.

### Década de 2000

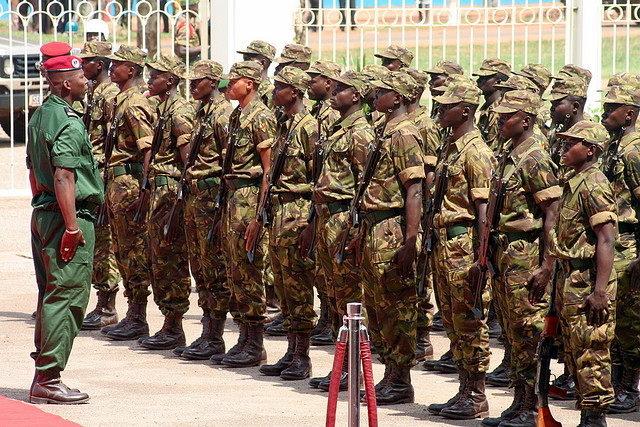
Pelotón del Ejército Centroafricano.

En 2001, el Jefe del Estado Mayor de las Fuerzas armadas centroafricanas, el General Francois Bozizé, encabezó un alzamiento militar. En 2002, se enviaron tropas gubernamentales y unos 1000 combatientes partidarios de Bemba para sofocar la rebelión. El dictador Gadafi retiró a sus tropas, a cambio de un monopolio de 99 años sobre la extracción de diamantes, oro y otros minerales en la República Centroafricana. La naciente rebelión fue reprimida, pero las tropas partidarias de Bemba, se distinguieron por causar saqueos y graves destrucciones en la capital del país centroafricano, e incluso entraron en enfrentamiento abierto contra las tropas gubernamentales, empujándolas hasta casi la frontera con el Chad. Al año siguiente, Bozizé volvió a oponerse a las autoridades y en marzo de 2003 se apoderó de la residencia presidencial. Como resultado de este golpe, estalló una guerra civil y las tropas de la ONU entraron en el país. En 2005, Bozizé ganó la segunda vuelta de las elecciones. En 2007 se alcanzaron una serie de acuerdos con la mayoría de los rebeldes, poniendo así fin a la guerra civil. Pero los propios grupos no fueron desarmados y de hecho conservaron su control sobre los territorios, por lo que el gobierno no controlaba completamente el territorio del país. A través de fronteras incontroladas con la República Democrática del Congo, Uganda y Sudán, donde se estaban produciendo conflictos locales, las armas fluían sin control y los grupos armados también invadieron y saquearon aldeas  .

### Década de 2010

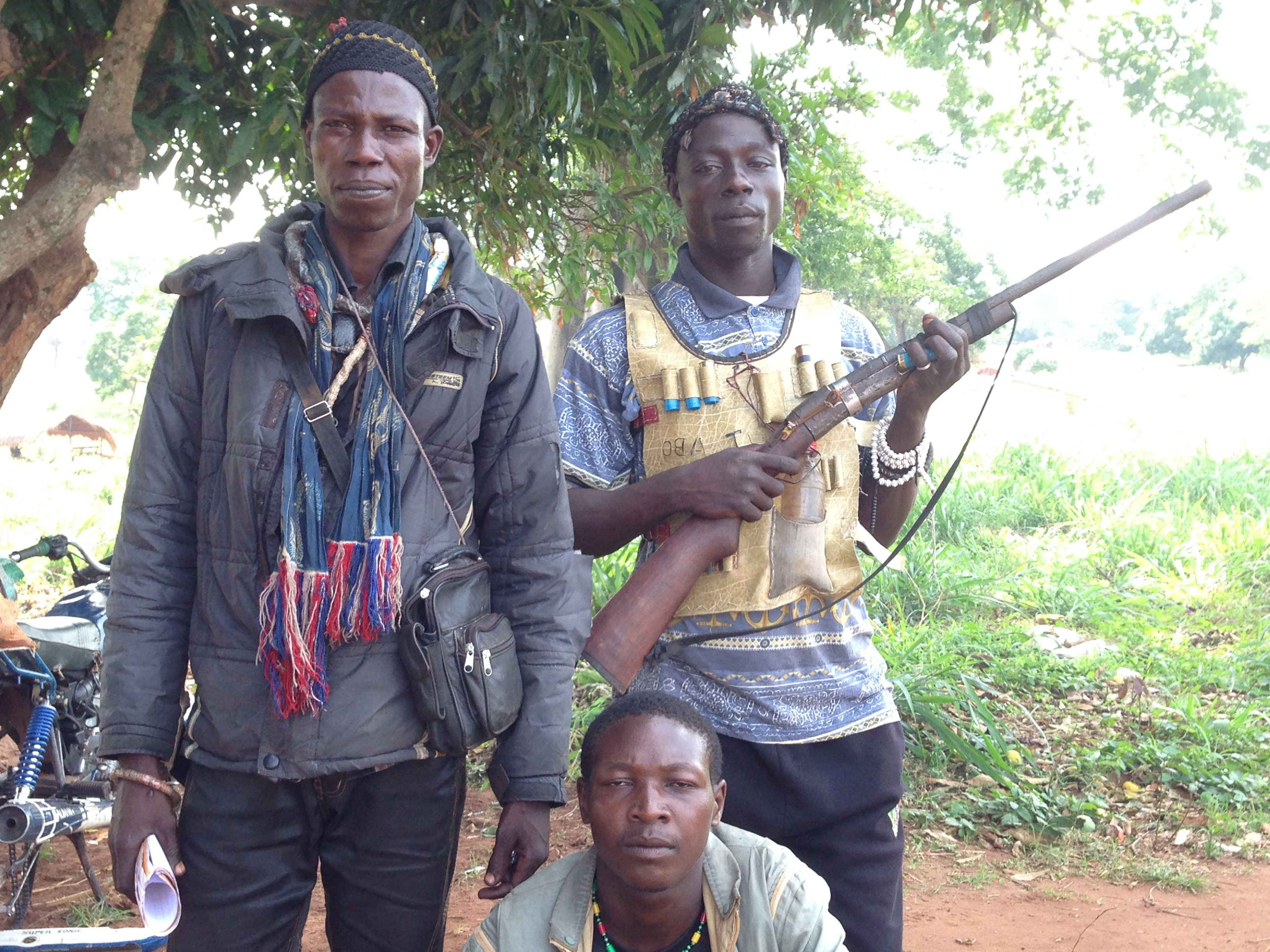
Combatientes anti-balaka.

El Presidente Bozizé fue reelegido en 2011, poco después, empezó la Segunda guerra civil centroafricana, un enfrentamiento entre los ciudadanos musulmanes de Seleka y los cristianos anti-balaka. El 11 de enero de 2013, se firmó un acuerdo de alto el fuego en Libreville (Gabón).
Pero el 24 de marzo, combatientes de la coalición rebelde Seleka, capturaron el palacio presidencial en Bangui, lo que obligó a Bozizé a huir a Camerún. El líder rebelde Michel Djotodia se autoproclamó presidente.
El 10 de enero de 2014, Djotodia dimitió voluntariamente como presidente, ya que el país se vio abrumado por una ola de violencia a la que no pudo hacer frente y huyó a Benín.
Hasta 2014, las armas eran principalmente de origen francés, soviético y chino. Tras el cambio de varios jefes del gobierno de transición, el país estaba dirigido por Faustin-Archange Touadera en 2016. En diciembre de 2017, Rusia y la República Centroafricana, firmaron un acuerdo de cooperación militar. En 2018, Rusia proporcionó asistencia con 5200 rifles de asalto Kalashnikov, 840 ametralladoras PK, 270 lanzagranadas portátiles y 900 pistolas Makarov.
Estados Unidos transfirió 57 vehículos todoterreno Toyota Hilux de octava generación a las Fuerzas Armadas de la República Centroafricana.
En octubre de 2019, en la cumbre de Sochi, se celebró una reunión entre los presidentes de la República Centroafricana y Rusia, donde Faustin-Archange Touadera pidió a Vladímir Putin que proporcionara asistencia militar y hiciera esfuerzos para levantar el embargo internacional.
También en octubre, comenzó el regreso de refugiados a la República Centroafricana desde Camerún. En total, unas 6000 personas estaban dispuestas a regresar a su patria.
El 15 de noviembre de 2019, la Organización de las Naciones Unidas (ONU) prorrogó por un año el mandato de la fuerza de mantenimiento de la paz en la República Centroafricana. La ampliación del mandato, se produjo después de que el gobierno y 14 grupos armados firmaron un acuerdo de paz en Jartum en febrero y lo confirmaron en septiembre. La misión de la MINUSCA, podía contar con hasta 11 650 soldados y 2080 policías. La misión también esaba autorizada a facilitar la organización de elecciones presidenciales, legislativas y locales.
El 20 de diciembre, la ONG Médicos Sin Fronteras, suspendió sus actividades en Bangui, tras la detención de cuatro de sus empleados por parte del servicio de seguridad de la República Centroafricana.
El 20 de diciembre, se reanudaron los combates entre dos grupos armados (el Frente Popular para el Renacimiento de la República Centroafricana, y el Movimiento de Liberación de la República Centroafricana) cerca de la ciudad de Am Dafok, en la frontera con Sudán, por el control de esta ciudad, a través del cual se hacía contrabando de armas y otros bienes desde Sudán.

### Década de 2020
El 7 de enero de 2020, la Policía Nacional (Fuerzas de Seguridad Interna (FSI) reanudó las patrullas en la zona de Bangui. Desde 2014, la zona comercial donde se refugiaron muchos ciudadanos musulmanes de Bangui, durante los enfrentamientos entre los séléka y los anti-balaka, estaba controlada por varios grupos armados. Esto ocurrió 20 meses después de que en abril de 2018, se llevara a cabo una operación fallida para despejar la zona comercial por parte de las fuerzas armadas.
En 2020, Rusia suministró a las fuerzas armadas de la República Centroafricana 20 vehículos BRDM-2 de forma gratuita, como ayuda contra las bandas terroristas que operaban en la República Centroafricana.

## Estructura
- Órganos de control militar.

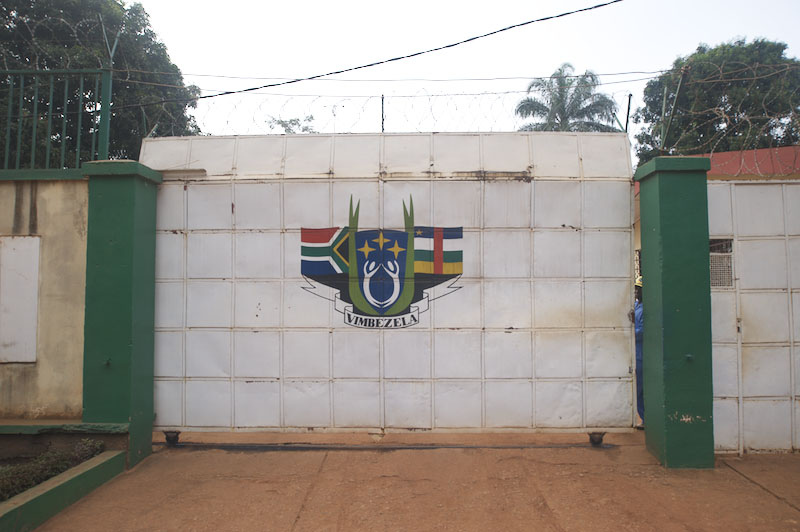
El emblema en la base militar conjunta de las Fuerzas Armadas Centroafricanas y Sudafricanas en Bangui, en la República Centrafricana.

- Fuerzas terrestres, suman unas 2000 personas. Está armado con varios vehículos blindados, sistemas de artillería y armas ligeras.
  - Fuerzas de desembarco fluvial (como parte de las fuerzas terrestres): Número desconocido. Hay en servicio varios botes inflables con casco semirrígido.
- La Guardia Republicana, cuenta con unas 1000 personas, forma parte de las fuerzas armadas centroafricanas, pero forma parte de la estructura del Ministerio del Interior. Están armados con armas de fuego.
- Policía Nacional - número desconocido.
- Fuerza Aérea (en francés: Force Aérienne Centrafricaine) La fuerza aérea centroafricana cuenta con unas 150 personas. La fuerza aérea está armada con aviones de transporte ligeros y helicópteros polivalentes.
- Contingente aliado: Las tropas están estacionadas en el territorio del país centroafricano para mantener la calma en el país y evitar una nueva guerra civil.

## Ministros de Defensa
- 1966-1977 Jean-Bédel Bokassa (simultáneamente ocupó los cargos de: Presidente, Primer Ministro, Ministro de Defensa Nacional, Ministro de Información y Presidente del Movimiento para la Evolución Social del África Negra).
- 1977-1979 el cargo fue abolido mientras Jean-Bédel Bokassa se autoproclamó emperador.
- 1979—1979 François Bozizé.
- 1979–1981 André Kolingba.
- 2018—2021 Marie Noel Coillard (Ministra de Estado de Defensa Nacional, Veteranos, Víctimas de la Guerra y Reconstrucción del Ejército de la República Centroafricana).
- 2021—presente Claude Rameau Birot (Ministro de Estado de Defensa Nacional y Reconstrucción del Ejército).[20]

## Jefes del Estado Mayor
- 1960—1966 Jean-Bédel Bokassa (jefe del gabinete militar (Jefe del Estado Mayor).
- 1981–1981 André Kolingba.

## Fuerza aérea centroafricana
El personal de la Fuerza Aérea Centroafricana en 2019 ascendía a unas 150 personas. Equipamiento de la Fuerza Aérea Centroafricana en septiembre de 2020.
La Fuerza Aérea de la República Centroafricana (en francés: Force Aérienne Centrafricaine) es la rama de guerra aérea de las Fuerzas Armadas de la República Centroafricana. Es la Fuerza aérea de las Fuerzas Armadas Centroafricanas. 
La Fuerza Aérea Centroafricana está prácticamente inactiva, debido al mal estado de funcionamiento de sus aviones. Los cazas Dassault Mirage F1 de la Fuerza Aérea Francesa patrullan regularmente las regiones conflictivas del país y también participan en enfrentamientos directos. 
Según algunas fuentes, el expresidente François Bozizé utilizó el dinero que obtuvo de la concesión minera en Bakouma para comprar dos viejos helicópteros Mil Mi-8 de Ucrania y un Lockheed C-130 Hercules, construido en la década de 1950, de los Estados Unidos.  La fuerza aérea centroafricana opera varios aviones ligeros y un helicóptero. A principios de enero, se informó que se donaron o se entregaron entre 6 y 8 aviones de entrenamiento a reacción Aero L-39 Albatros checos procedentes de la Fuerza Aérea de Rusia. Es posible que las fuerzas de la empresa militar privada y contratista de defensa Wagner PMC presentes en la zona también utilizarán estas aeronaves en el rol de avión de ataque a tierra.

### Aeronaves
| Avión de entrenamiento a reacción | Avión de entrenamiento a reacción | Avión de entrenamiento a reacción | Avión de entrenamiento a reacción | Avión de entrenamiento a reacción | Avión de entrenamiento a reacción | Avión de entrenamiento a reacción |
| Aeronave                          | Fotografía                        | Origen                            | Tipo                              | En servicio                       | Fabricante                        |                                   |
| --------------------------------- | --------------------------------- | --------------------------------- | --------------------------------- | --------------------------------- | --------------------------------- | --------------------------------- |
| Aero L-39                         |                                   | República Checa                   | Avión de entrenamiento a reacción | 6                                 | Aero Vodochody                    |                                   |

## Fuerzas terrestres
En 2019, las fuerzas terrestres centroafricanas contaban con unas 7000 personas. Esta cifra, aproximadamente es el tamaño de una brigada de infantería de combate.

### Armas antitanque
| Armas antitanque        | Armas antitanque | Armas antitanque | Armas antitanque              | Armas antitanque                               |
| Nombre                  | Fotografía       | Origen           | Tipo                          | Fabricante                                     |
| ----------------------- | ---------------- | ---------------- | ----------------------------- | ---------------------------------------------- |
| Cañón sin retroceso M40 |                  | Estados Unidos   | Cañón sin retroceso           | Watervliet Arsenal                             |
| RPG-7                   |                  | Rusia            | Lanzagranadas                 | Bazalt                                         |
| LRAC F1                 |                  | Francia          | Granada propulsada por cohete | Manufacture Nationale d'Armes de Saint-Etienne |

### Armas de fuego
| Nombre                   | Fotografía | Origen         | Tipo                               | Munición             | Fabricante                             |
| Pistolas                 | Pistolas   | Pistolas       | Pistolas                           | Pistolas             | Pistolas                               |
| ------------------------ | ---------- | -------------- | ---------------------------------- | -------------------- | -------------------------------------- |
| Makarov PM               |            | Rusia          | Pistola semiautomática             | 9 × 18 mm Makarov    | Corporación Kalashnikov                |
| Subfusiles               |            |                |                                    |                      |                                        |
| Uzi                      |            | Israel         | Subfusil                           | 9 × 19 mm Parabellum | Israel Weapon Industries               |
| MAT-49                   |            | Francia        | Subfusil                           | 9 × 19 mm Parabellum | Manufacture Nationale d'Armes de Tulle |
| Fusiles de cerrojo       |            |                |                                    |                      |                                        |
| MAS-36                   |            | Francia        | Fusil de cerrojo                   |                      |                                        |
| Fusiles de asalto        |            |                |                                    |                      |                                        |
| AK-47                    |            | Rusia          | Fusil de asalto                    |                      |                                        |
| AKM                      |            | Rusia          | Fusil de asalto                    |                      |                                        |
| AK-74                    |            | Rusia          | Fusil de asalto                    |                      |                                        |
| Fusil M16                |            | Estados Unidos | Fusil de asalto                    |                      |                                        |
| IMI Galil                |            | Israel         | Fusil de asalto                    |                      |                                        |
| Tipo 56                  |            | China          | Fusil de asalto                    |                      |                                        |
| Fusiles de combate       |            |                |                                    |                      |                                        |
| FN FAL                   |            | Bélgica        | Fusil de combate                   |                      |                                        |
| Heckler & Koch G3        |            | Alemania       | Fusil de combate                   |                      |                                        |
| Ametralladoras           |            |                |                                    |                      |                                        |
| Ametralladora ligera RPD |            | Rusia          | Ametralladora ligera               |                      |                                        |
| Ametralladora PK         |            | Rusia          | Ametralladora de propósito general |                      |                                        |
| FN MAG                   |            | Bélgica        | Ametralladora de propósito general |                      |                                        |
| Browning M2              |            | Estados Unidos | Ametralladora pesada               |                      |                                        |
| DShK                     |            | Rusia          | Ametralladora pesada               |                      |                                        |

### Lanzagranadas
| Nombre        | Fotografía    | Origen        | Tipo          | Munición         | Fabricante                   |
| Lanzagranadas | Lanzagranadas | Lanzagranadas | Lanzagranadas | Lanzagranadas    | Lanzagranadas                |
| ------------- | ------------- | ------------- | ------------- | ---------------- | ---------------------------- |
| RG-6          |               | Rusia         | Lanzagranadas | Granada de 40 mm | KBP Instrument Design Bureau |

### Vehículos blindados de combate
| Nombre                         | Fotografía                     | Origen                         | Tipo                                | Fabricante                     |
| Vehículos blindados de combate | Vehículos blindados de combate | Vehículos blindados de combate | Vehículos blindados de combate      | Vehículos blindados de combate |
| ------------------------------ | ------------------------------ | ------------------------------ | ----------------------------------- | ------------------------------ |
| BRDM-2                         |                                | Rusia                          | Vehículo de reconocimiento blindado | GAZ                            |
| Daimler Ferret                 |                                | Reino Unido                    | Vehículo de reconocimiento blindado | Daimler Motor Company          |
| Ratel IFV                      |                                | Sudáfrica                      | Vehículo de combate de infantería   | Land Systems OMC               |
| ACMAT TPK 420 VBL              |                                | Francia                        | Transporte blindado de personal     | Renault Trucks                 |
| Véhicule de l'Avant Blindé     |                                | Francia                        | Transporte blindado de personal     | Renault Trucks                 |

### Vehículos todoterreno
| Nombre                | Fotografía            | Origen                | Tipo                  | Fabricante            |
| Vehículos todoterreno | Vehículos todoterreno | Vehículos todoterreno | Vehículos todoterreno | Vehículos todoterreno |
| --------------------- | --------------------- | --------------------- | --------------------- | --------------------- |
| Toyota Hilux          |                       | Japón                 | Vehículo todoterreno  | Toyota                |
| Dongfeng Mengshi      |                       | China                 | Vehículo todoterreno  | Dongfeng              |

## Fuerzas navales

### Embarcaciones
| Nombre                     | Fotografía                 | Origen                     | Tipo                       |
| Embarcaciones semirrígidas | Embarcaciones semirrígidas | Embarcaciones semirrígidas | Embarcaciones semirrígidas |
| -------------------------- | -------------------------- | -------------------------- | -------------------------- |
| Sillinger 650 Rafale       |                            | Estados Unidos             | Embarcación semirrígida    |